# Маисурадзе, Симон
Симон Маисурадзе (груз. სიმონ მაისურაძე, родился 14 сентября 1986) — грузинский регбист, выступавший на позиции хукера и фланкера, и регбийный тренер.

## Биография
Большую часть карьеры провёл во Франции, выступал за клубы «Стад Баньере», «Авенир Валансьен» и «Макон» в чемпионате Федераль 1. В 2006 году играл за молодёжную сборную Грузии (до 21 года) на чемпионате мира во Франции. За сборную Грузии дебютировал 29 марта 2008 года в игре против Чехии, сыграл всего 33 матча. Выступал на чемпионате мира 2015 года, последний матч провёл 2 октября 2015 года против Новой Зеландии в Кардиффе. Неоднократный победитель Кубка европейских наций.
После завершения карьеры стал тренером, пройдя обучение в академии High Performance Academy при World Rugby. Работал в регбийной академии RAI (Rugby Academy Ireland) и в тбилисском «Локомотиве». В настоящее время является тренером команды «Нью-Йорк Олд Блю» по регби-7.